# Rokytná (Moravský Krumlov)
Rokytná (německy Rottigl) je vesnice, část města Moravský Krumlov v okrese Znojmo. Nachází se asi 2,5 km na sever od Moravského Krumlova. Je zde evidováno 81 adres. Trvale zde žije 178 obyvatel.
Rokytná je také název katastrálního území o rozloze 2,93 km2.

## Pamětihodnosti
- Hradisko Rokyten - hrad, který byl hospodářským a správním centrem v severovýchodní části znojemského údělného knížectví. V Rokytné sídlil velmož, správce hradu, který podléhal znojemskému údělnému knížeti. Jistě zde pobývala přiměřená vojenská družina. Při hradu bývalo tržiště, rozvíjel se obchod a řemesla. S velkou pravděpodobností zde býval také románský kostel, který byl asi jedinou kamennou stavbou. Zánik hradu bývá spojován s trestnou výpravou pražského knížete Vladislava II. proti Konrádu Znojemskému v roce 1146. Vyvrácení hradiště je doloženo v listině biskupa Jindřicha Zdíka, vydané „po dobytí hradu Rokytná“ v roce 1146. Možná bylo hradiště ještě nakrátko obnoveno a zcela zaniklo až roku 1185.
- Kostel svatého Leopolda - v jádru pozdně románská jednolodní podélná stavba z pokročilého 13. století, barokizována po roce 1734, s mocnou hranolovou jednopatrovou věží zakončenou jehlanem. Kostel je obehnán ohradní barokizovanou zídkou.
- Kaple Panny Marie, tzv. Mariánská studánka - romantická centrální stavba s obrazem Panny Marie. Kaple z třetí čtvrtiny 19. století výrazných gotizujících forem stojí na dně úvalu směrem k nádraží. U kaple je postaven gotický almužní sloupek z mušlového vápence, pravděpodobně z 15. století.
- Národní přírodní rezervace Krumlovsko-rokytenské slepence - s vrchem Táborem a vodopádem.